# Old Sparky

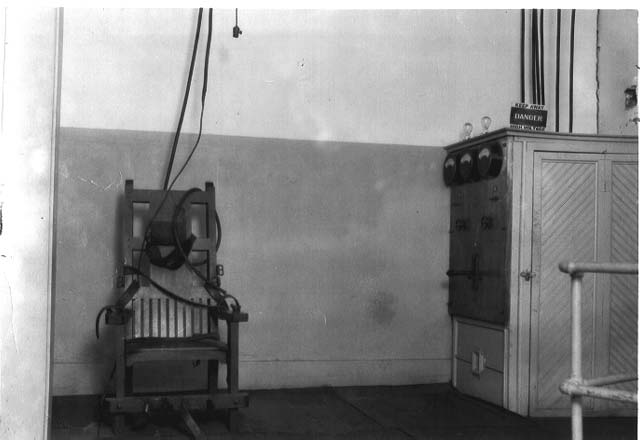
Old Sparky. 104 Exekutionen an der Tucker Unit in Arkansas

Old Sparky ist der Spitzname des elektrischen Stuhls der US-Bundesstaaten Kentucky, Georgia und Florida. Auch die elektrischen Stühle in Texas, Louisiana, Ohio, Illinois, New York, West Virginia und South Carolina, die heute nicht mehr in Betrieb sind, wurden so genannt.
Zum Teil wird der Spitzname im Englischen auch allgemein für elektrische Stühle benutzt. Die Bezeichnung spielt auf die verwendete Hochspannung an – englisch spark bedeutet „Funke“.

## Old Sparky in West Virginia und South Carolina
Früher war es auch der Spitzname der heute nicht mehr betriebenen elektrischen Stühle in der staatlichen Justizvollzugsanstalt in Moundsville in West Virginia (heute im dortigen Museum ausgestellt) sowie in der Zentralen Strafeinrichtung (Central Correctional Institution, CCI) und später im Neubau der Broad-River-Strafeinrichtung in South Carolina (1989 außer Dienst gestellt).

## Der elektrische Stuhl in Florida
Der elektrische Stuhl in Florida befindet sich im Florida State Prison außerhalb von Starke, einer Stadt in Nordflorida. Er ist berüchtigt für häufiges Versagen, nämlich in den Fällen von Jesse Tafero (am 4. Mai 1990 exekutiert), Pedro Medina (am 25. März 1997 exekutiert) und Allen Lee Davis (am 8. Juli 1999 exekutiert). Nachdem während der Exekution Flammen aus den Köpfen der Sträflinge schossen, wurde die Frage aufgeworfen, ob die Verwendung des elektrischen Stuhls eine grausame und ungewöhnliche Strafe ist, die nach der Verfassung nicht zulässig wäre. Nach der Hinrichtung von Medina kommentierte Floridas Justizminister Bob Butterworth den Vorfall: „Leute, welche einen Mord begehen möchten, sollten es besser nicht im Staat Florida tun, weil wir ein Problem mit dem elektrischen Stuhl haben könnten.“
Floridas oberster Gerichtshof beschloss 1999, dass der elektrische Stuhl nicht verfassungswidrig sei. Die Probleme wären durch unsachgemäße Bedienung und nicht den elektrischen Stuhl selbst verursacht. Ein Fehler sei das Unterlassen der Henker, den Schwamm der Kopfelektrode richtig anzufeuchten. Hinrichtungskandidaten können heute zwischen der Giftspritze und dem „Elektrischen Stuhl“ wählen; bislang (Stand März 2019) entschieden sich alle für erstere Möglichkeit.